# Mulheres judias no Holocausto
Dos seis milhões de judeus mortos durante o Holocausto, dois milhões eram mulheres. Entre 1941 e 1945, as mulheres judias foram aprisionadas em campos de concentração nazistas ou se esconderam para evitar a captura pelos nazistas sob o regime de Adolf Hitler na Alemanha. Além disso, elas foram submetidas a assédio sexual, estupro, abuso verbal, agressões físicas e utilizadas em experimentação humana nazista. As mulheres judias desempenharam um papel significativo e distinto na resistência e nos grupos partisanos.

## Redes de apoio social
De acordo com a autora Joan Ringelheim, as mulheres demonstraram um comportamento interpessoal mais afetuoso nos campos de internamento/concentração do que seus colegas masculinos, devido às suas qualidades únicas. No entanto, os homens também criaram redes de apoio social nos campos.
Uma entrevista com uma sobrevivente do Holocausto chamada Rose descreveu os laços que as mulheres formaram:
...[as mulheres estavam] escolhendo umas às outras como macacos [em busca de piolhos]… abraçando-se e mantendo-se aquecidas…. Alguém coloca o braço em volta e você se lembra… Acho que mais mulheres sobreviveram… os homens caíam como moscas. Os homens também eram amigos ali. Conversavam entre si, mas não, não venderiam seu pão por uma maçã pelo outro cara. Não sacrificariam nada. Veja, essa foi a diferença.:380

## Abuso sexual
As mulheres judias durante o Holocausto foram especialmente vulneráveis ao abuso sexual por parte de seus captores nazistas.:80 As mulheres eram imediatamente violadas ao entrar, pois “a tatuagem, a remoção de seus cabelos, a invasão de suas cavidades corporais” fazia parte de um processo sistemático de degradação, humilhação e mercantilização. As capacidades reprodutivas das mulheres foram negativamente afetadas como resultado das condições genocidas. Várias sobreviventes do Holocausto notaram que desenvolveram amenorreia, o que reduziu suas chances de ter filhos.:82 O estupro foi um dos principais riscos enfrentados pelas mulheres durante o Holocausto. Elas foram, por vezes, estupradas e, em seguida, assassinadas.:83 Foi relatado que um oficial da SS tinha o costume de ficar na entrada… e de sentir as partes íntimas das jovens que adentravam o bunker de gás. Também houve casos de homens da SS, de todas as patentes, enfiando os dedos nas vaginas de jovens bonitas.:84
Foi relatado que “50%–80% das tropas e unidades policiais da SS que atuaram na Europa Oriental foram culpadas pelas agressões sexuais contra mulheres judias,” não somente por prazer sexual, mas também para exercer domínio e desumanizá-las. Isso ocorreu apesar da lei nazista que proibia relações sexuais entre alemães étnicos e judeus, passível de prisão ou morte. Houve casos de festas em unidades da SS onde mulheres judias indefesas eram repetidamente agredidas sexualmente até caírem no chão sangrando. Alguns historiadores concluem que, por a maioria dos oficiais e soldados da SS ser masculina, meninos e homens judeus enfrentaram menor risco de agressão e abuso sexual do que as mulheres.
O parto também colocava em risco a sobrevivência das mulheres nos campos de concentração, afetando-as física e emocionalmente. Uma vez que um bebê nascia, as mulheres ficavam vulneráveis a serem mortas juntamente com seus recém-nascidos. Uma memória descreve alguns dos atos sádicos: “Homens e mulheres da SS divertem-se batendo em mulheres grávidas com porretes e chicotes, [fazendo com que elas sejam] dilaceradas por cães, arrastadas pelo cabelo e chutadas no estômago com pesados botas alemãs. Então, quando [as mulheres judias grávidas] desabavam, eram jogadas no crematório – vivas.”:86 :376 O estupro, as gestações indesejadas, os abortos forçados, a experimentação e/ou os exames médicos e a esterilização também eram comuns e contribuíam para as violações e abusos sexuais que muitas mulheres judias enfrentaram durante o Holocausto.

## Gênero versus identidade

### Mulheres judias e maternidade
Disparidades significativas entre as figuras maternas e paternas nas narrativas das sobreviventes foram causadas pelos papéis de gênero dos homens e mulheres judias que foram aprisionados.:155 As mulheres costumavam referir-se a si mesmas como mães substitutas:158 e destacavam suas qualidades únicas como mulheres ao descreverem suas experiências nos campos. Para elas, ser mulher durante o Holocausto significava desempenhar todos os papéis de uma mulher. Consideravam-se irmãs, mães, filhas etc.:175 A maternidade representava seu gênero, pois estavam continuamente preocupadas com seus filhos.

### Mulheres judias como partisanas
As mulheres judias enfrentaram desafios e desempenharam um papel através de sua participação no movimento partisans judeu, um movimento de resistência contra a Alemanha nazista em toda a Europa ocupada durante a Segunda Guerra Mundial. Essas mulheres escaparam dos guetos judeus por todo o território ocupado para se juntar aos partisanos na floresta, a fim de fugir da perseguição nazista e aumentar suas chances de sobrevivência. Muitas mulheres conseguiram ingressar com sucesso nas unidades partisan, especificamente no destacamento Bielski. O destacamento de Bielski manteve a maior quantidade de partisanas, com aproximadamente 364 mulheres dentre os 1.018 membros. Entretanto, as unidades partisan eram em sua maioria masculinas, e as atividades militares eram atribuídas aos homens. Quando as mulheres fugiam da perseguição nazista para alcançar essas unidades, geralmente o faziam "porque estavam buscando um resgate, e não porque estavam lutando contra o inimigo."
A coesão social dessas unidades partisan às vezes refletia atitudes sociais mais amplas, incluindo estereótipos e expectativas de gênero. Os papéis atribuídos às integrantes femininas eram influenciados por esses fatores. Consequentemente, as mulheres que se juntaram aos partisanos foram, em geral, "excluídas do serviço de combate e das posições de liderança" e sujeitas a vulnerabilidades específicas de gênero. Pesquisas mostram que muitas mulheres estavam cientes, antes de adentrarem a floresta, de que "a possibilidade de estupro ou assassinato era real." Uma vez aceitas entre os partisanos, as mulheres frequentemente eram pressionadas a manter relacionamentos com os homens dessas unidades, voluntária ou involuntariamente, devido à proteção que esses homens lhes proporcionavam. Contudo, em muitas circunstâncias, as mulheres não sofriam discriminação e eram consideradas recursos valiosos. Especificamente no destacamento de Bielski, as mulheres desempenharam um papel fundamental na administração do campo, fornecendo alimentos e auxiliando os partisanos feridos ou doentes como enfermeiras ou integrantes da equipe médica.

### Mulheres judias na resistência
Tanto homens quanto mulheres fizeram parte da resistência, mas o papel das mulheres é frequentemente negligenciado nas discussões atuais. Em certas ocasiões, as mulheres eram utilizadas para atrair a atenção dos nazistas e conduzi-los a uma emboscada ou até mesmo assassiná-los pessoalmente. Algumas também atuavam individualmente em apoio à resistência. Freddie Oversteegen e sua irmã mais velha tinham 14 e 16 anos quando se juntaram à resistência holandesa. As irmãs conheceram Hannie Schaft e, juntas, atuaram em equipe para eliminar soldados nazistas. A juventude permitia que evitassem suspeitas e explorassem fragilidades na segurança nazista. O trio atraía, principalmente, soldados inimigos para emboscadas organizadas por membros mais experientes de sua célula partisan.
Niuta Teitelbaum, uma mulher judia de 24 anos apelidada de “Pequena Wanda com as tranças” e graduada pela Universidade de Varsóvia, era um alvo de alto valor para a Gestapo. Teitelbaum se vestia como uma camponesa polonesa e tentava atrair soldados nazistas para um local isolado. Quando o nazista baixava a guarda, ela o eliminava com uma pistola. Em uma ocasião, Teitelbaum atirou e matou dois nazistas enquanto feria um terceiro. Insatisfeita, seguiu o nazista ferido até um hospital de campanha, ingressou no estabelecimento disfarçada com um jaleco de médico e matou tanto o guarda nazista quanto o policial que tratava do homem que ela havia ferido.

### Do Silêncio ao Reconhecimento: Confrontando o Descaso pelo Sofrimento das Mulheres Judias Durante o Holocausto
As mulheres judias enfrentaram uma brutalidade inimaginável durante o Holocausto que só foi plenamente reconhecida décadas após a guerra. Conforme mencionado acima, as mulheres judias sofreram dificuldades não apenas por serem judias, mas também por serem mulheres. Elas foram despojadas de sua dignidade e identidade por meio de agressões sexuais, seja de forma direta ou através do assassinato. Conforme registrado, 50–80% das mulheres sofreram violência sexual, o que evidencia a frequência com que isso ocorria. Para enfatizar a gravidade da brutalidade enfrentada, mães e seus filhos eram frequentemente mortos após o parto.
No artigo de Kerry Wallach e Sonia Gollance intitulado Estudos Feministas Alemães, a introdução foca na interseção entre o antissemitismo e o feminismo, escrevendo: “Desde pelo menos a Idade Média, as representações dos judeus têm geralmente se concentrado nos homens judeus. A misoginia, tanto dentro quanto fora das comunidades judaicas, colocou os homens em destaque. Em muitos casos, as mulheres judias estão simplesmente ausentes ou apagadas do registro. De fato, a identidade judaica geralmente foi codificada como masculina.” Wallach e Gollance observam que esse é um fenômeno recorrente, no qual os eventos que afetam as mulheres são negligenciados. Eles continuam afirmando: “Mesmo quando a Vergangenheitsbewältigung (confronto com o passado) adentrou o mainstream alemão na década de 1980, os projetos ativistas e os debates acadêmicos frequentemente excluíram as mulheres judias.” Para reforçar que as dificuldades enfrentadas pelas mulheres foram ignoradas durante o Holocausto, Wallach e Gollance escrevem: “Na retrospectiva do vigésimo aniversário, em 2004, de seu volume editado Quando a Biologia se Tornou o Destino, Renate Bridenthal, Atina Grossmann e Kaplan apontam para o trabalho inspirador do coletivo Frauengruppe Faschismusforschung (Grupo de Mulheres para a Pesquisa sobre o Fascismo) que, apesar de seus esforços pioneiros, omitiu notoriamente artigos sobre mulheres judias e o Holocausto (603).”
Excluir e, por fim, ignorar as experiências das mulheres judias durante o Holocausto expõe preconceitos históricos. Acadêmicos, pesquisadores e estudiosos da Segunda Guerra Mundial precisam assegurar que esses fatos sejam integrados à narrativa detalhada do Holocausto, ensinando às futuras gerações a importância de reconhecer toda a história.

## Mulheres judias em campos de trabalho
Muitas mulheres acreditavam que os campos de trabalho representavam uma oportunidade para conquistar a liberdade dos guetos, enquanto outras tentavam escapar. As condições dos campos eram muito mais brutais do que se acreditava. Rena Kornreich Gelissen recorda ter dito a si mesma: “Somos jovens… vamos trabalhar duro e ser libertadas.”:55 Gelissen, que entrou num campo de trabalho de forma voluntária, sem conhecer sua real natureza, afirmou que essa era sua concepção original de um campo de trabalho. No interior dos campos, a realidade se revelou. As mulheres foram despojadas de suas roupas, de seus pertences e de seus cabelos. “Eles tosam nossas cabeças, braços; até mesmo nosso cabelo pubiano é descartado tão rapidamente e de forma cruel quanto o restante dos nossos cabelos.”:58

### Seleções
O objetivo principal do Holocausto era eliminar os judeus. Entretanto, o regime nazista manteve uma grande população de trabalhadores judeus nos campos de trabalho. Para facilitar o objetivo nazista de genocídio dos judeus, os campos realizavam “seleções”, em intervalos aleatórios. As mulheres eram alinhadas para serem mortas ou poupadas, em grande parte ao acaso. Gelissen afirmou: “As seleções são esporádicas. Não há como saber com que frequência ocorrem…” e acrescentou: “Normalmente há um homem da SS que faz o julgamento enquanto os demais assistem, e às vezes há dois homens da SS, ambos devem sinalizar com o polegar indicando a vida.”:133

### Dieta
Segundo Gelissen, “se a guerra estiver indo bem para os alemães, de vez em quando [eles] recebem uma fatia de carne na [sua] sopa ou com [seu] pão,” e “lambemos lentamente as palmas abertas, saboreando a camada de margarina ou mostarda.”:136 Além dessas pequenas porções diárias, recebiam chá matinal, sopa no almoço e pão no jantar. Contudo, na maior parte do tempo, tinham apenas água e menos do que de fato deveriam receber. Estavam sempre com fome e desejavam mais. “Não sei se anseio mais por comida ou por liberdade.”:137

### Trabalho
O trabalho nos campos de trabalho era intenso, devido às condições climáticas severas e à constante supervisão da SS. Os prisioneiros frequentemente realizavam trabalho manual sob o sol escaldante, “quando estava quente sobre [suas] cabeças.”:154 Gelissen desempenhou diversas funções nos campos. Ela afirmou que a dor física era incomparável a tudo o que já havia experimentado. “Estamos trabalhando nos novos blocos, cavando areia de um buraco profundo e transferindo-a através das redes de malha.” Entretanto, Rena, que já tinha experiência nessa tarefa, comentou: “Nossas mãos estão endurecidas. Já não sangram das longas horas de trabalho…”:141